# Erula
Erula är en ort och kommun i provinsen Sassari i regionen Sardinien i Italien. Kommunen hade 733 invånare (2017).